# Памятник героям Первой мировой войны (Пушкин)
Памятник героям Первой мировой войны — памятник российским воинам, погибшим в годы Первой мировой войны, установлен в день 90-летия окончания войны недалеко от Казанского кладбища города Пушкина (Царского Села).

## История памятника
Памятник был построен по инициативе жителей и Администрации Санкт-Петербурга на месте уничтоженного в советское время Братского кладбища героев Первой мировой войны. В настоящее время  это воинское кладбище получило название "Царскосельское Братское кладбище российских воинов, погибших в Первой мировой войне 1914-1918 годов".

## Художественные особенности
Семиметровую стелу серого гранита на низком постаменте венчает православный крест. На лицевой стороне памятника помещена надпись «Памяти героев, павших в Первой мировой войне. 1914-1918». Авторами памятника стали петербургские военные архитекторы и художники: главный архитектор, консультант командующего войсками Ленинградского военного округа В. Филиппов, архитекторы: доктора архитектуры В. Мухин и М. Бунин, кандидат архитектуры Ю. Затыкин.